# クテシッポス (パイアニア区)
クテシッポス（クテーシッポス、希: Κτήσιππος）は、紀元前5世紀から4世紀にかけて生きた、古代ギリシアのアテナイのパイアニア区出身の人物。
プラトンの対話篇に登場することで知られる。
プラトンの対話篇では、『リュシス』において、タイトルになっている少年リュシスの親友であり、同じくパイアニア区出身で年下のいとこであるメネクセノスと共に登場する。
また『エウテュデモス』では、アルキビアデスの叔父アクシオコスの息子であるクレイニアスを恋人（パイディカ）とする青年として登場し、冒頭でソクラテスに「若いことによって傲慢だが、他の性質は立派」（273B）と評された通り、恋人クレイニアスを侮辱されて激昂し、2人のソフィスト（論争家）と言い争う姿が描かれている。
ソクラテスの弟子であったかは定かではないが、ソクラテスの刑死を看取ったメンバーの中にメネクセノスと共に含まれていることが『パイドン』に述べられているので、ソクラテスとかなり親しい関係にあったことが分かる。